# 이스라엘 카츠
이스라엘 카츠(히브리어: יִשְׂרָאֵל כַּ״ץ, 영어: Israel Katz, 1955년 9월 21일 ~ )는 이스라엘의 정치인이자 리쿠드 소속의 크네세트 의원으로, 현재 이스라엘의 국방부 장관이자 안보 내각 구성원으로 재직 중이다. 카츠는 고속도로 확장, 고속철도 개발, 항만 개혁을 포함한 이스라엘의 교통 인프라 현대화에 기여한 공로로 인정받고 있으며, 이 개혁들은 경쟁을 촉진하고 해상 운송 비용을 절감하는 데 기여했다. 그는 과거에 농업부 장관, 교통부 장관, 정보부 장관, 에너지부 장관, 재무부 장관, 그리고 외무부 장관을 두 차례 역임한 바 있다. 2024년 11월 5일, 요아브 갈란트가 해임된 후, 베냐민 네타냐후 총리는 그를 국방부 장관으로 지명할 것이라고 발표했다.

## 정치 경력
카츠는 가자 지구에 대한 인도적 지원 차단을 지지했으며, 2025년 4월 16일, "현재 누구도 가자 지구에 인도적 지원을 허용할 계획이 없으며, 이를 위한 준비도 이루어지지 않고 있다"고 발언했다. 2025년 5월, 이스라엘이 가자 유럽 병원을 공격한 후, 카츠는 "하마스 테러 조직이 가자 지구의 병원과 인도적 시설을 은신처이자 테러 본부로 사용하는 것을 허용하지 않을 것"이라고 밝혔다.
2025년 6월 8일, 카츠는 이스라엘 방위군에 6월, 가자 자유 함대의 선박 마들린이 가자 지구에 상륙하지 못하도록 지시했다.  그는 승선자 중 한 명인 그레타 툰베리를 반유대주의자라고 비난했으며, 함대 참가자들에게 2023년 10월 7일에 발생한 공격의 영상을 보여주도록 명령했다.
2025년 6월, 이스라엘의 이란 공습에 대한 보복으로 이란이 이스라엘을 공격한 이후, 카츠는 이란이 민간인을 표적으로 삼음으로써 레드라인을 넘었다고 비판하며, 그에 대한 대가로 매우 큰 대가를 치르게 될 것이라고 경고했다. 그는 만약 이란이 미사일 공격을 계속할 경우 "테헤란은 불탈 것"이라고 경고했다.